# Ravne Donje
Ravne Donje je naselje u općini Žepče, Federacija BiH, BiH.

## Stanovništvo
Nacionalni sastav stanovništva 1991. godine, bio je sljedeći:
ukupno: 141
- Hrvati - 141